# Nerudova (Plzeň)
Nerudova je ulice na Jižním Předměstí v Plzni. Spojuje Klatovskou třídu s Korandovou ulicí. Pojmenována je podle českého novináře a básníka Jana Nerudy. Nachází se mezi ulicemi Bendova a Plachého. Ze severu do Nerudovy ulice vstupují ulice: Kardinála Berana, Skrétova a Koperníkova. Na křižovatce s Koperníkovou ulicí ulici protínají trolejbusové troleje ze zastávek Tylova a Jižní Předměstí. Veřejná doprava ulicí neprojíždí, je situováno do Koperníkovy ulice (trolejbusy) a Klatovské třídy (tramvaje a noční linky autobusů).

## Budovy, firmy a instituce
- secesní dům na č.p. 2
- Nájemní dům Živnostensko-občanského stavebního a bytového družstva pro Plzeň a okolí[1]
- autoservis
- restaurace
- pozemkový úřad
- domov mládeže[2]
- Střední odborná škola obchodu, užitého umění a designu[3]

## Galerie

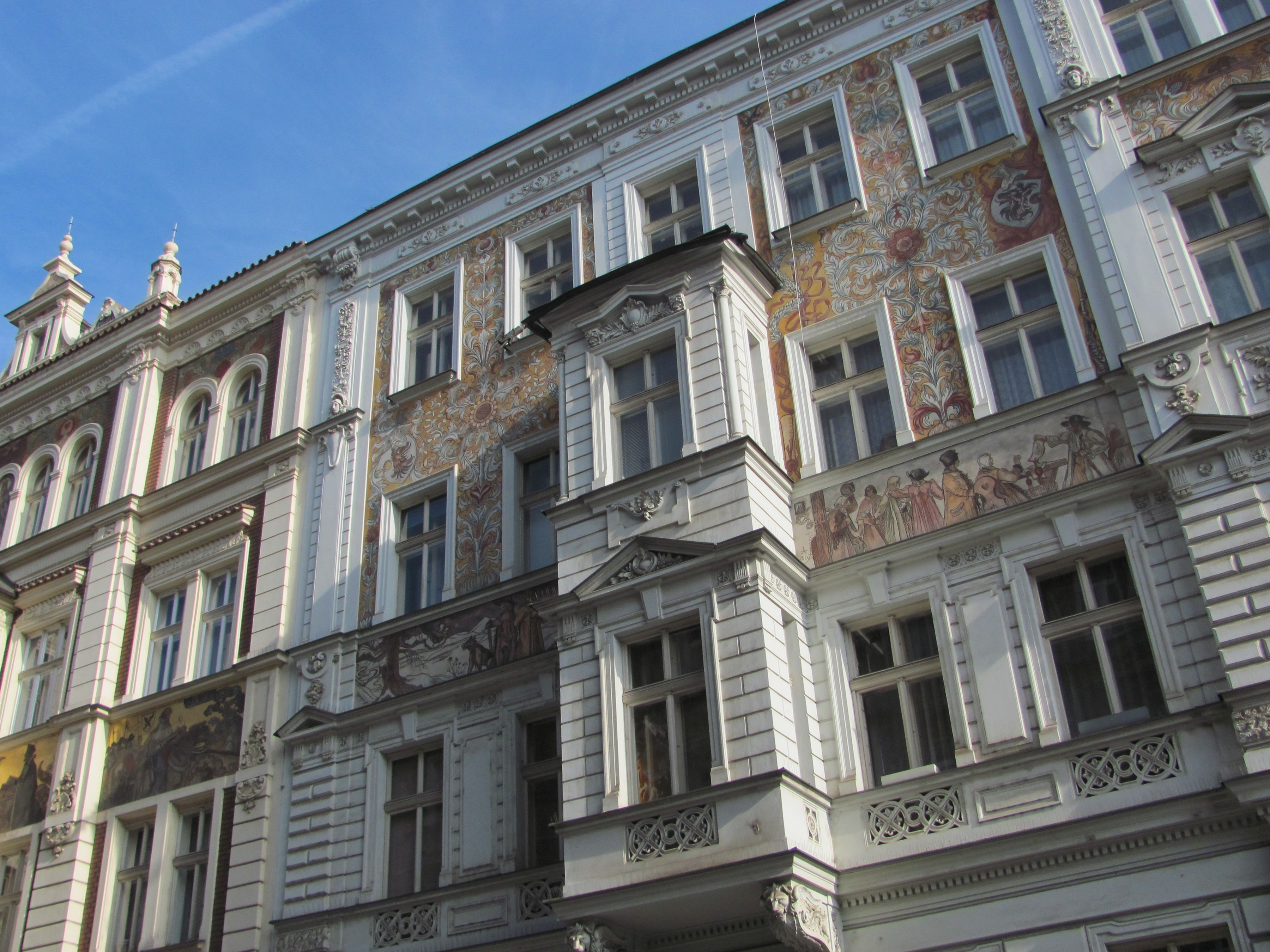
Nerudova 4
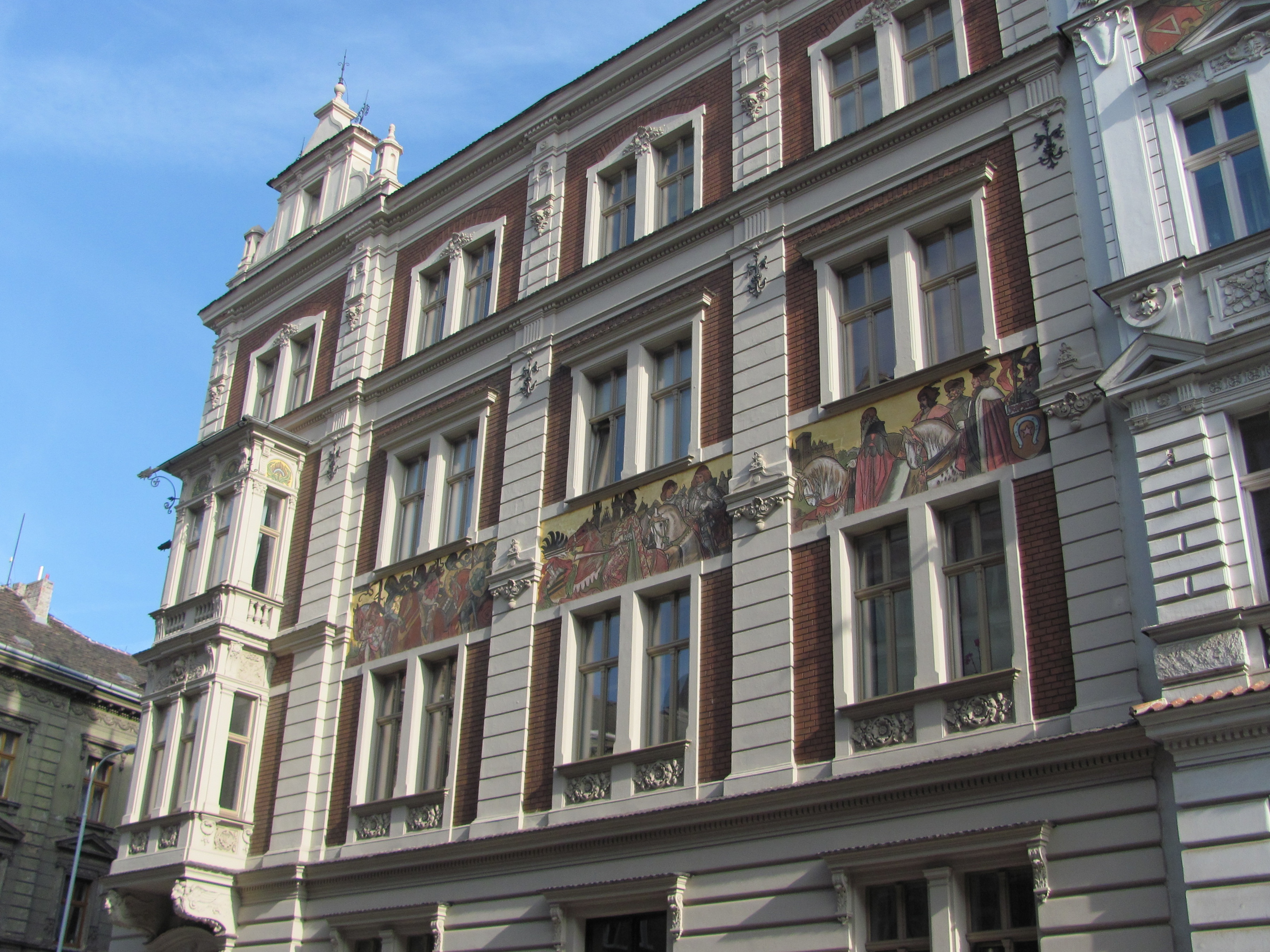
Nerudova 10
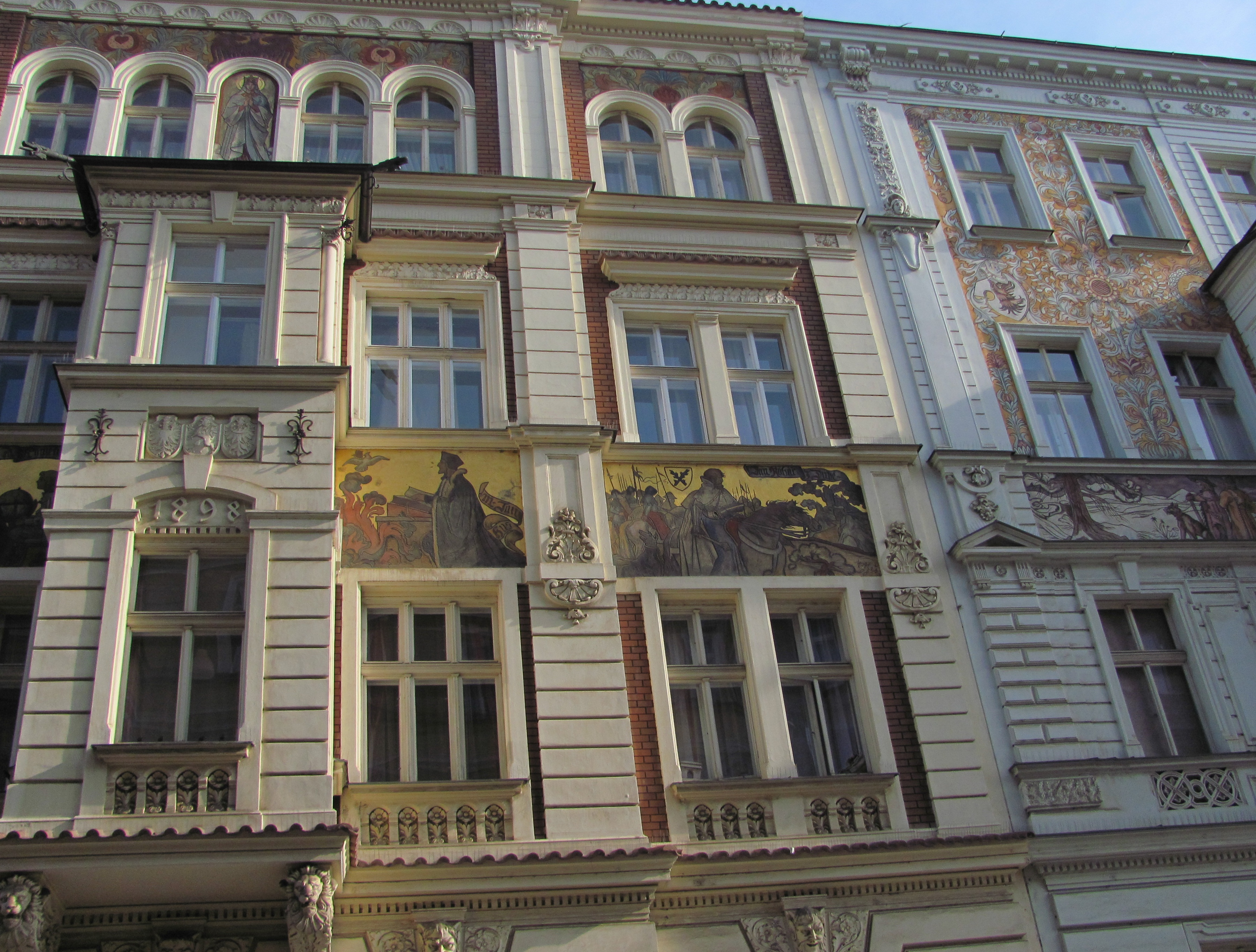
Nerudova 6
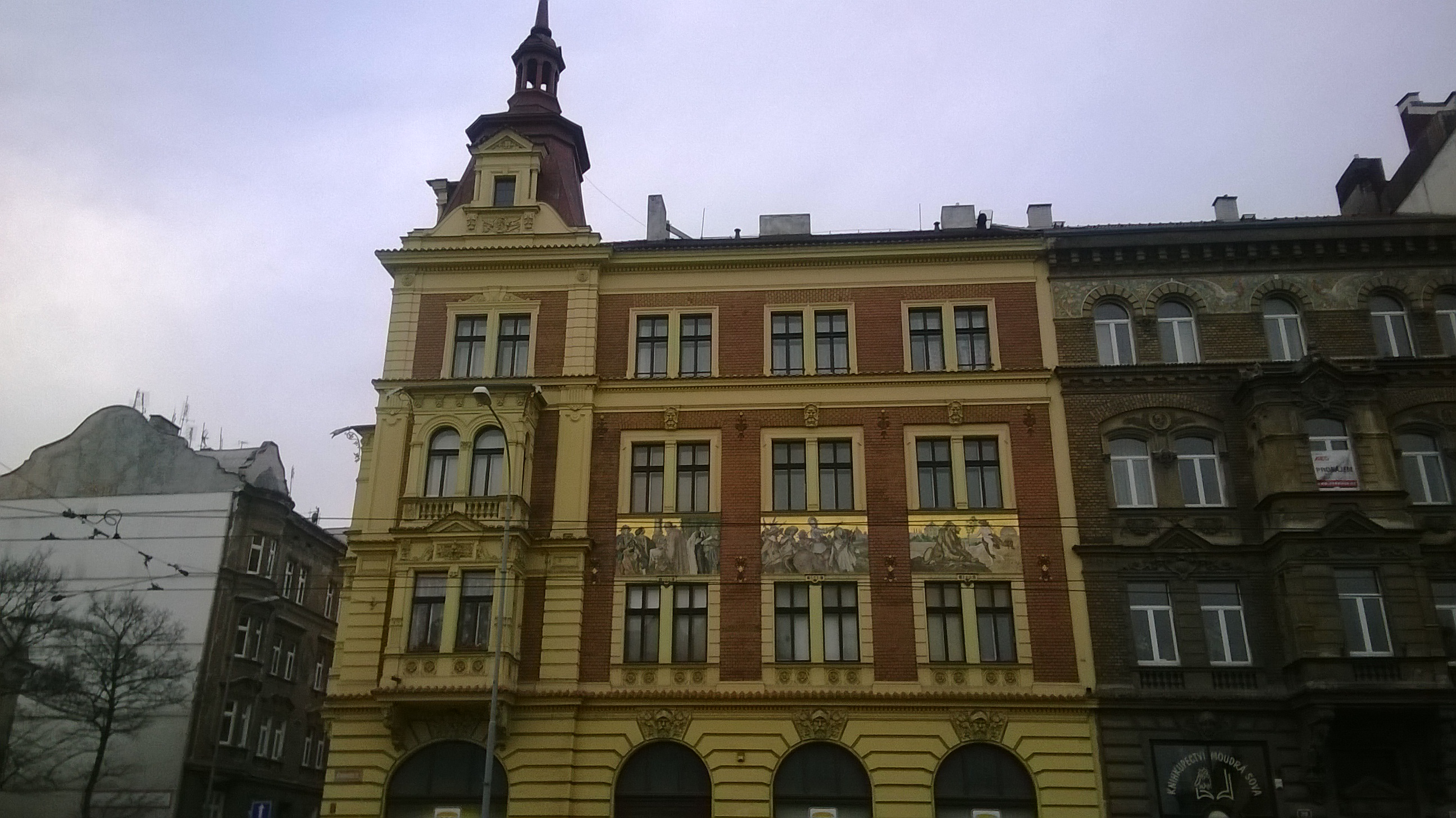
Nerudova 2
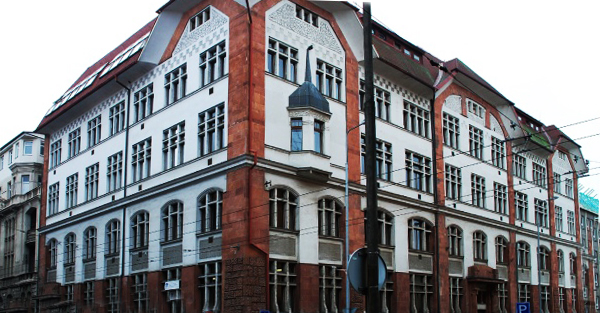
SOŠ obchodu, užitého umění a designu